# Władimir Tkaczow (ur. 1993)
Władimir Aleksandrowicz Tkaczow, ros. Владимир Александрович Ткачёв (ur. 5 października 1993 w Dniepropietrowsku, Ukraina) – rosyjski hokeista, reprezentant Rosji, olimpijczyk.
Jego siostra, Ukrainka Julija Werhiles (ur. 1988), także została hokeistką.

## Kariera
- Bars Kazań (2009-2014)
- Ak Bars Kazań (2012-2019)
  -  Nieftianik Almietjewsk (2012/2013)
- Łokomotiw Jarosław (2019-2021)
- Traktor Czelabińsk (2021-)

Wychowanek Sokiłu Kijów. Przez pięć sezonów grał w lidze juniorskiej MHL. W KHL Junior Draft w 2010 został wybrany przez macierzysty klub Ak Bars Kazań. W jego barwach podjął występy w rozgrywkach KHL w sezonie 2012/2013. Ponadto grał w zespołach farmerskich w lidze WHL. Przedłużał kontrakt z Ak Barsem o dwa lata w kwietniu 2015, o dwa lata w maju 2017, o dwa lata w lipcu 2017. W grudniu 2019 przeszedł do Łokomotiwu Jarosław. Z końcem kwietnia 2021 odszedł z klubu. Od maja 2021 zawodnik Traktora Czelabińsk.
Uczestniczył w turniejach mistrzostw świata juniorów do lat 18 edycji 2011, mistrzostw świata juniorów do lat 20 edycji 2013, mistrzostw świata 2017. W barwach reprezentacji Rosyjskiego Komitetu Olimpijskiego uczestniczył w turnieju zimowych igrzysk olimpijskich 2022.

## Sukcesy
Reprezentacyjne
- Brązowy medal mistrzostw świata juniorów do lat 18: 2011
- Brązowy medal mistrzostw świata juniorów do lat 20: 2013
- Brązowy medal mistrzostw świata: 2017
- Srebrny medal zimowych igrzysk olimpijskich: 2022

Klubowe
- Finał KHL o Puchar Gagarina: 2015 z Ak Barsem Kazań
- Srebrny medal mistrzostw Rosji: 2015 z Ak Barsem Kazań
- Puchar Gagarina – mistrzostwo KHL: 2018 z Ak Barsem Kazań
- Złoty medal mistrzostw Rosji: 2018 z Ak Barsem Kazań

Indywidualne
- MHL (2012/2013):
  - Mecz Gwiazd MHL
- KHL (2015/2016):
  - Czwarte miejsce w klasyfikacji strzelców zwycięskich goli w fazie play-off: 3 gole
- KHL (2016/2017):
  - Mecz Gwiazd KHL
- KHL (2017/2018):
  - Skład gwiazd miesiąca - październik 2017[8]
  - Mecz Gwiazd KHL
  - Trzecie miejsce w klasyfikacji strzelców w sezonie zasadniczym: 22 gole
  - Drugie miejsce w klasyfikacji +/- w fazie play-off: +10